# Don Hendrix
Don Osgood Hendrix (1905–1961) fue un óptico estadounidense, con numerosas invenciones en este campo.

## Semblanza
En 1932, el científico, inventor, y óptico estadounidense Don Hendrix empezó a desarrollar la Cámara Schmidt en el Observatorio del Monte Wilson en California del Sur, donde en 1942 se convirtió en óptico experto. Un genio únicamente con formación de instituto, Hendrix fue un inventor prolífico quien a su muerte en 1962, además de sus logros y contribuciones en óptica astronómica, había registrado centenares de patentes a su nombre, la mayoría de ellas cedidas al Gobierno de EE. UU.
Experimentó con varias tecnologías, siendo el primero en utilizar aluminio en vez de plata en los espejos que creó para los telescopios del instituto Carnegie. Durante el tiempo que pasó en esta institución trabajó en numerosos proyectos para el gobierno de EE. UU., incluyendo una patente de la que fue coautor para un fusible de proximidad para su uso en misiles y bombas, considerado una de las invenciones más importantes en la historia exterior al descubrimiento de la energía atómica.  Debido a la naturaleza de alto secreto de este y otros proyectos, nunca recibió públicamente el crédito merecido por estas invenciones.
Durante su época en el observatorio del Monte Wilson y en el observatorio de Palomar,  fue el técnico favorito de Edwin Hubble y de muchos otros notables astrónomos, y se piensa que pudo contribuir a la teoría del Big Bang cuando colaboraba con Hubble.
Fue el responsable de finalizar y pulir los espejos primarios del Observatorio de Palomar (de 200 pulgadas) y del Observatorio Lick (de 120), entre otras muchas contribuciones.
En 1958 fue nombrado miembro del consejo de administración de Davidson Optronics, Inc. Inventó un interferómetro Twyman-Green modificado (denominado interferómetro de Hendrix).

## Reconocimientos
- El cráter lunar Hendrix lleva este nombre en su memoria.